# Ravenea albicans
Espèce
Classification phylogénétique
Statut de conservation UICN

 EN  : En danger
Ravenea albicans est une espèce de plantes à fleurs du genre Ravenea de la famille des Arecaceae (Palmiers).
Cette espèce en danger est endémique du nord-est de Madagascar où elle est seulement connue de 7 stations.